# 伊斯美·賓拿沙
伊斯美·賓拿沙（阿拉伯語：إسماعيل بن ناصر，羅馬化：İsmâîl bin Nâsır，發音：[ʔismaːʕiːl bin naːsˁir]，發音：[ismaɛl benasɛʁ]；1997年12月1日—），是一名阿爾及利亞職業足球員，司職中場，現時效力意甲球會AC米兰，并代表阿尔及利亚国家队参加国际比赛。

## 球員生涯

### 阿仙奴
2015年10月27日，賓拿沙於英格蘭聯賽盃的賽事中，首次代表阿仙奴上陣，對手為英格蘭冠軍足球聯賽的球隊錫周三。他於第19分鐘入替受傷的，阿仙奴以3比0落敗。

### 杜亞斯（外借）
2017年1月31日，賓拿沙被外借至法國乙組足球聯賽球隊杜亞斯，直至賽季完結。4月14日，他在對陣索肖時攻入一記罰球。

### 恩波里
2017年8月21日，賓拿沙加入了意大利俱乐部恩波利。

## 國家隊生涯
2016年7月31日，阿爾及利亞足球協會宣佈，賓拿沙選擇代表阿爾及利亞國家足球隊上陣國際賽，而非出生國法國。9月4日，在2017年非洲國家杯外圍賽對陣萊索托國家足球隊時，賓拿沙首次代表國家隊上陣，球隊最終大勝6比0。因阿爾及利亞中場在訓練中受傷，賓拿沙獲徵召出戰2017年非洲國家杯。
在2019年非洲国家杯上，本纳赛尔帮助阿尔及利亚赢得了29年来的首个冠军，以三次助攻并列最佳助攻手，与弗兰克·凯西并列，其中包括在7月19日对阵塞内加尔的决赛中为巴格达·布内贾赫的制胜进球提供的助攻。他后来被评为本届赛事的“最佳年轻球员”和“最佳球员”。
在2023年12月，他被列入阿尔及利亚参加2023年非洲国家杯的名单。

## 比賽風格
儘管身材較短小單薄，其低重心有助他利用急速轉向等小技巧擺脫對手。他的左腳傳球非常厲害，不論遠距離長傳或撞牆組織都難不了他。此外他的1對1防守也很穩定。

## 統計數字

### 球會
截至2016年8月5日
| 球會     | 賽季     | 聯賽     | 聯賽 | 聯賽 | 足總盃 | 足總盃 | 聯賽盃 | 聯賽盃 | 歐洲賽事 | 歐洲賽事 | 其他 | 其他 | 總計 | 總計 |
| 球會     | 賽季     | 聯賽     | 出場 | 入球 | 出場   | 入球   | 出場   | 入球   | 出場     | 入球     | 出場 | 入球 | 出場 | 入球 |
| -------- | -------- | -------- | ---- | ---- | ------ | ------ | ------ | ------ | -------- | -------- | ---- | ---- | ---- | ---- |
| 阿仙奴   | 2015–16  | 英超     | 0    | 0    | 0      | 0      | 1      | 0      | 0        | 0        | 0    | 0    | 0    | 0    |
| 阿仙奴   | 2016–17  | 英超     | 0    | 0    | 0      | 0      | 0      | 0      | 0        | 0        | 0    | 0    | 0    | 0    |
| 生涯總計 | 生涯總計 | 生涯總計 | 0    | 0    | 0      | 0      | 0      | 0      | 0        | 0        | 0    | 0    | 0    | 0    |

## 個人
賓拿沙的雙親分別為阿爾及利亞人和摩洛哥人。

## 外部連結
- 足球数据库：伊斯美·賓拿沙的球员统计数据
- Soccerway資料庫：伊斯美·賓拿沙
- France profile（页面存档备份，存于） @ FFF

-